# 岩波講座 言語の科学
岩波講座 言語の科学(いわなみこうざ げんごのかがく)とは、岩波書店から出版された言語学のシリーズ。

## 構成
全11巻で構成され、第1次は1997年10月から1999年3月にかけて、第2次は2004年4月から2005年2月にかけて、刊行された。
巻数、書名、著者名は以下の通りである。
1. 言語の科学入門　　　松本裕治・今井邦彦・田窪行則・橋田浩一・郡司隆男
2. 音声　　　田窪行則・前川喜久雄・窪薗晴夫・本多清志・白井克彦・中川聖一
3. 単語と辞書　　　松本裕治・影山太郎・永田昌明・齋藤洋典・徳永健伸
4. 意味　　　郡司隆男・阿部泰明 ・白井賢一郎・坂原茂・松本裕治
5. 文法　　　益岡隆志・仁田義雄・郡司隆男・金水敏
6. 生成文法　　　田窪行則・稲田俊明 ・中島平三・外池滋生・福井直樹
7. 談話と文脈　　　田窪行則・西山佑司・三藤博・亀山恵・片桐恭弘
8. 言語の数理　　　長尾真・中川裕志・松本裕治・橋田浩一・ジョン・ベイトマン・乾健太郎
9. 言語情報処理　　　長尾真・黒橋禎夫・佐藤理史・池原悟・中野洋
10. 言語の獲得と喪失　　　橋田浩一・大津由紀雄・今西典子・ヨセフ・グロッズィンスキー・錦見美貴子
11. 言語科学と関連領域　　　大津由紀雄・坂本勉・乾敏郎・西光義弘・岡田伸夫